# European Journal of Pain
European Journal of Pain is een internationaal, aan collegiale toetsing onderworpen wetenschappelijk tijdschrift op het gebied van de anesthesiologie en neurologie. De naam wordt in literatuurverwijzingen meestal afgekort tot Eur. J. Pain. Het wordt uitgegeven door Springer Science+Business Media namens de International Association for the Study of Pain en verschijnt 10 keer per jaar.